# Tigran Mansurjan

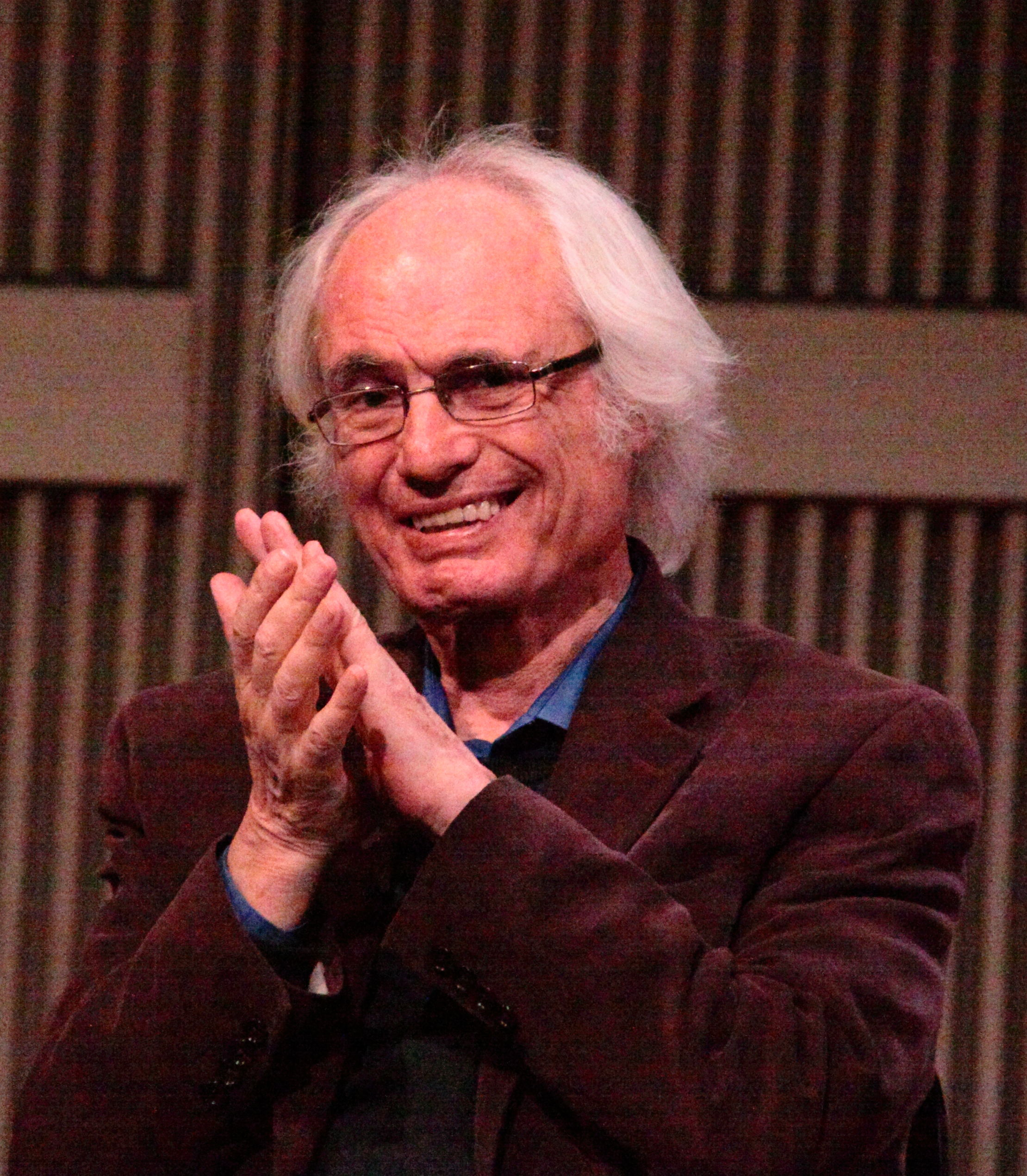
Tigran Mansurjan, 2015

Tigran Mansurjan (také Tigran Yeghiayi Mansurian, arménsky Տիգրան Եղիայի Մանսուրյան; * 27. ledna 1939 Bejrút, Libanon) je přední arménský skladatel klasické hudby a filmových partitur. Je autorem orchestrálních, komorních, sborových a vokálních děl, která se hrají po celém světě. V letech 2004 a 2017 byl nominován na ceny Grammy.
Mansurjanova hudba odráží hudební tradice Arménie, které sahají více než tisíc let zpět. Skladatelova citlivost se projevuje i v jeho snaze znovu postavit hudební mosty mezi národy.
Spolu s Jerwandem Jerkanjanem (* 1951) a Avetem Terteryanem (1929–1994) patří k nejvýznamnějším skladatelům nové arménské hudby. V roce 2006 mu bylo uděleno čestné občanství hlavního města Arménie Jerevanu.
Skladatelova díla byla uvedena v největších koncertních sálech Londýna, Paříže, Říma, Milána, Berlína, Vídně, Moskvy, New Yorku, Los Angeles a dalších měst.

## Životopis
Tigran Mansurjan se narodil 27. ledna 1939 arménským rodičům v Bejrútu v Libanonu. Jeho rodina byla silně spjata s arménským jazykem, tradicemi, písněmi a kulturou. Zde začal navštěvovat francouzskou katolickou školu, ale v osmi letech v roce 1947 se s rodinou vrátil do vlasti.
V roce 1956 se rodina usadila v Jerevanu, kde Mansurjan pokračoval ve vzdělávání. Nejprve studoval na Romanos Melikian Music School u arménského skladatele Edvarda Baghdasaryana. Poté navštěvoval Státní konzervatoři Jerevan Komitas, kde v letech 1960 až 1965 studoval skladbu u Ghasarose Sarjana. Jeho vzory byli arménský hudební skladatel Komitas a francouzský hudební skladatel Claude Debussy. Na začátku své kariéry se také seznámil s hudbou francouzského skladatele a dirigenta Pierra Bouleze a brzy dokázal obratně využívat komplikované moderní kompoziční postupy.
Na Státní konzervatoři Jerevan Komitas zůstal i po dokončení studia. Od roku 1967 až do roku 1986 zde vyučoval teorii moderní hudby jako odborný asistent. Od roku 1990 zde působil jako profesor a v letech 1992 - 1995 jako rektor konzervatoře.
Během svého uměleckého života se vypracoval na jednoho z předních arménských skladatelů. Postupem času si vytvořil přátelské umělecké vztahy s mnoha skladateli a interprety - například Edison Denisov, Alfred Schnittke, Sofia Gubaidulina, Arvo Pärt a později s Kim Kashkashian.

## Dílo
- Již během let studia napsal hudební díla různých žánrů a za některá z nich byl oceněn.
- Jeho kompoziční tvorba zahrnuje orchestrální díla, sedm koncertů pro smyčcové nástroje a orchestr, sonáty pro violoncello a klavír, tři smyčcová kvarteta, sborovou hudbu, komorní hudbu a díla pro sólové nástroje.
- V letech 1968 až 1984 také složil několik filmových partitur. Jeho filmová hudba je melodická, lyrická a výrazně přispívá k uměleckému vyznění filmu.
- V roce 2004 bylo jeho album Monodia nominováno na cenu Grammy za Nejlepší výkon instrumentálního sólisty (s orchestrem) a Nejlepší současnou klasickou skladbu.
- V roce 2011 zkomponoval sbírku osmi skladeb Requiem k uctění památky arménské genocidy. Obdržel za ní prezidentskou cenu Arménie za zvěčnění památky mučedníků a za představení arménské genocidy. Toto album bylo na 60. výročním udílení cen Grammy v roce 2017 nominováno ve dvou kategoriích Nejlepší současná klasická skladba a Nejlepší sborový výkon.
- Mansurjan postupně vyvinul jednoduchý a téměř liturgický styl. Dospěl tak ke strohému a úspornému způsobu vyjadřování, který mystickým způsobem spojuje starověké a moderní prvky.
- V posledních letech se věnuje výhradně skladbě.

## Filmová hudba
- The Color of Pomegranates (Barva granátových jablek), 1968
- The Color of Armenian Land (Barva arménské země), 1968
- Autumn Pastoral (Podzimní pastorále), 1971
- And So Every Day (A tak každý den), 1972
- We and Our Mountains (My a naše hory), 1969
- Seasons of the Year (Období roku), 1975
- Autumn Sun (Podzimní slunce), 1979
- Legend of the Clown (Legenda o klaunovi), 1979
- A Piece of Sky (Kousek nebe), 1980
- The Tango of Our Childhood (Tango našeho dětství), 1984